# Rietpoort
 (novembre 2018).
Si vous disposez d'ouvrages ou d'articles de référence ou si vous connaissez des sites web de qualité traitant du thème abordé ici, merci de compléter l'article en donnant les références utiles à sa vérifiabilité et en les liant à la section « Notes et références ».
Rietpoort est une ville située dans la municipalité de Matzikama, dans la province du Cap-Occidental, en Afrique du Sud.
Elle est située à 28 km au nord-ouest de Bitterfontein (en) sur la côte Ouest. On peut y accéder par une route de gravier.

## Histoire
La ville a été créée par un missionnaire catholique néerlandais, le père Cornelius van't Westeinde, qui y est arrivé en 1913. Il a passé ses 18 premiers mois dans la région, dans une grotte située à l'extérieur de la ville. Il a commencé son ministère en plein air avant la construction d'une église[réf. nécessaire].
La cathédrale de Rietpoort a été inaugurée en 1937 et la messe est célébrée tous les jours à 18 h. Les visiteurs sont invités à assister aux services. La cloche de la tour de la cathédrale sonne tous les jours à 6 h, 12 h et 18 h pour appeler les habitants à la prière[réf. nécessaire].
La ville est entourée de dômes de granit qui changent de couleur en fonction de l'heure de la journée. Dans cette région très aride du pays, l'eau est toujours un problème et les habitants de Rietpoort ont toujours trouvé des moyens ingénieux de se procurer de l'eau[réf. nécessaire].
L’une d’elles consistait à canaliser la rosée des énormes affleurements de granit dans un réservoir pour compléter l’approvisionnement en eau souterraine. Une usine de dessalement a maintenant été mise en place[réf. nécessaire].
Il y a un certain nombre de petites colonies dans les collines entourant la ville. Les habitants de ces agglomérations choisissent de vivre ici sans électricité ni eau courante pour se rapprocher de leurs animaux et de leurs petits potagers[réf. nécessaire].
De nombreuses personnes utilisent encore des fours traditionnels en terre cuite pour la cuisson et des kookskerms (« abris pour la cuisine »), construits à partir de buissons épineux séchés pour abriter leurs feux de cuisson. Des visites guidées, des repas traditionnels et des collectes de charrettes à ânes peuvent être organisées[réf. nécessaire].